# Pericarp

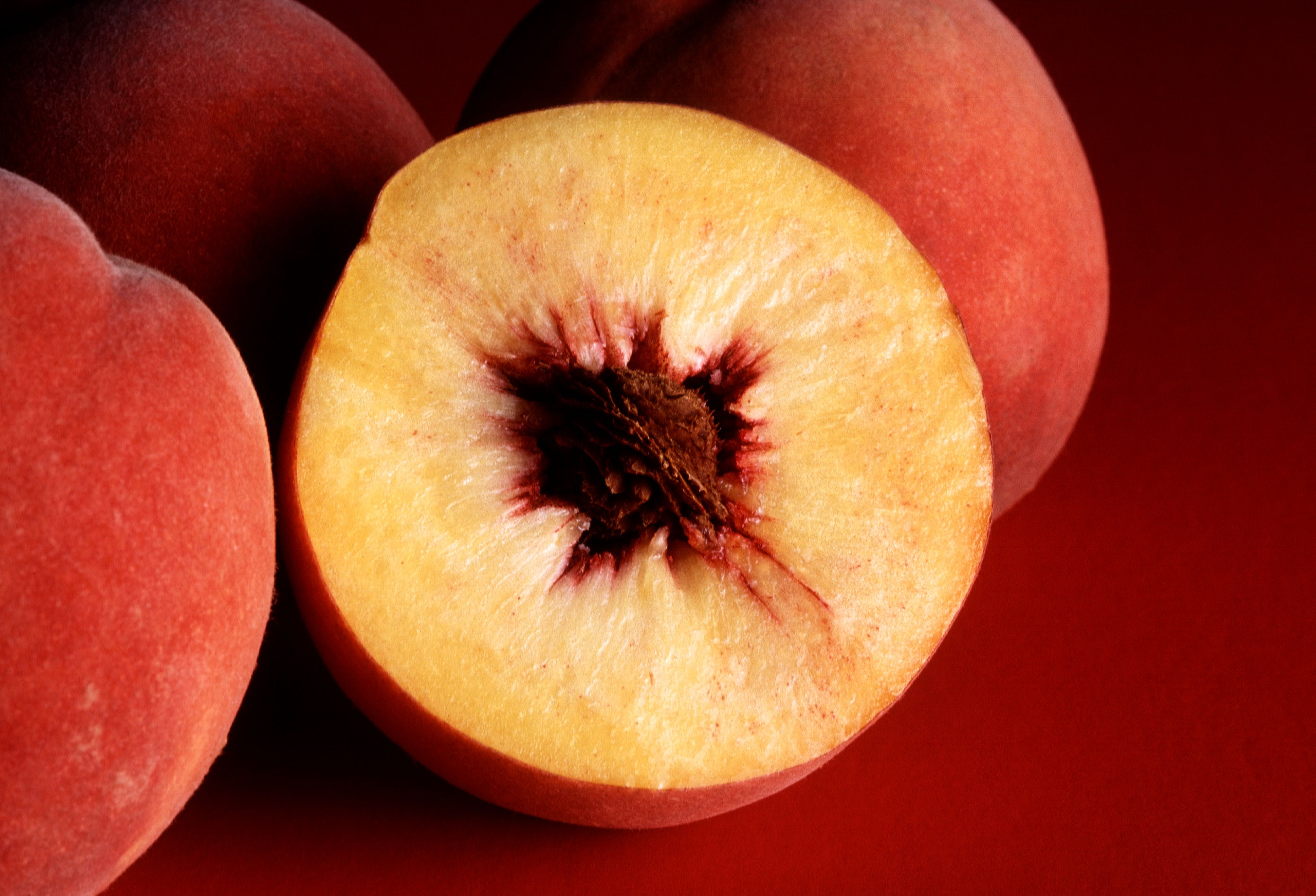
Pericarp van de perzik

Pericarp van de perzik

Het pericarp van een vrucht vormt de vruchtwand bij zaadplanten en bestaat uit de volgende drie lagen:
- Exocarp. De buitenste laag. Bij onder andere de perzik en sinaasappel de schil genoemd.
- Mesocarp. Het vruchtvlees of een deel van het vruchtvlees. Bij de sinaasappel het witte gedeelte om het vruchtvlees.
- Endocarp. Bijvoorbeeld de stenige wand van een perzikpit, kersenpit, pruimenpit of die van de bramenpitjes. In de pit zit het eigenlijke zaad.

De lagen van het pericarp kunnen even dik zijn en
- vlezig (bes),
- met een droge en niet verhoute wand (doosvrucht) of
- verhout (noot).

Bij de steenvrucht, zoals de perzik, zijn de drie lagen sterk verschillend van elkaar.